# Момино (Хасковська область)
Мо́мино (болг. Момино) — село в Хасковській області Болгарії. Входить до складу общини Хасково.

## Населення
За даними перепису населення 2011 року у селі проживали 20 осіб, з них 19 осіб (95,0%) — болгари.
Розподіл населення за віком у 2011 році:
Динаміка населення: